# Trận Ampalavanpkkanai
Trận Ampalavanpkkanai diễn ra ngày 19 tháng 2 năm 2009, trong cuộc Nội chiến Sri Lanka, khi Quân đội Sri Lanka chiếm được Ampalavanpkkanai, một trong các làng của phiến quân Hổ Tamil, trong khi có thêm những lo ngại của quốc tế về số phận thường dân bị kẹt trong vùng giao tranh.

## Quân đội xiết chặt vòng vây
Chính phủ Sri Lanka tiếp tục duy trì cuộc hành quân nhằm tiêu diệt lực lượng Hổ Tamil, bị bao vây trong một khu vực rừng rậm thuộc quận Mullaittivu. Cuộc chiến tạo mối lo ngại về tình trạng của hàng chục ngàn thường dân còn bị kẹt trong vùng giao tranh.

## Quân đội chiếm thêm một làng phiến quân
Quân đội chính phủ kiểm soát được làng Ampalavanpkkanai trong quận Mullatittivu vào trưa ngày 19/2 sau các cuộc giao tranh mãnh liệt. Phía chính phủ thu hồi được bảy xác phiến quân, nhưng các cuộc lục soát vẫn tiếp diễn. Bộ Quốc phòng không cho biết tổn thất của phía chính phủ. Cũng trong khu vực này, các binh sĩ tìm thấy các đồ lặn và các phương tiện di chuyển dưới nước của thành phần khủng bố tự sát.

## Ảnh hưởng lên dân thường
Ngày 20/2, phía Hổ Tamil nói rằng hỏa lực chính phủ đã làm thiệt mạng 34 thường dân ngày 19/2. Phía chính phủ nói họ không bắn vào thường dân. Không có lời bình luận của Hội Hồng thập tự về việc này. Vào đầu tháng 2, Hội Hồng thập tự nói đã có hàng trăm thường dân bị thiệt mạng trong cuộc giao tranh.